# دیمیتار گرکوف
دیمیتار گرکوف (انگلیسی: Dimitar Grekov؛ ۱۴ سپتامبر ۱۸۴۷ – ۷ مه ۱۹۰۱) یک سیاست‌مدار و قاضی اهل بلغارستان بود. 